# 野上原駅
野上原駅（のがみはらえき）は、茨城県常陸大宮市野上字下町にある、東日本旅客鉄道（JR東日本）水郡線の駅である。

## 歴史
- 1956年（昭和31年）11月19日：日本国有鉄道の駅として開業[2]。旅客のみ取扱い[2]の駅員無配置駅[3]。
- 1987年（昭和62年）4月1日：国鉄分割民営化により、JR東日本の駅となる[2]。

## 駅構造
単式ホーム1面1線を有する地上駅。ホーム部に屋根・壁があるベンチが設置されている。
水郡線統括センター（常陸大子駅）管理の無人駅である。

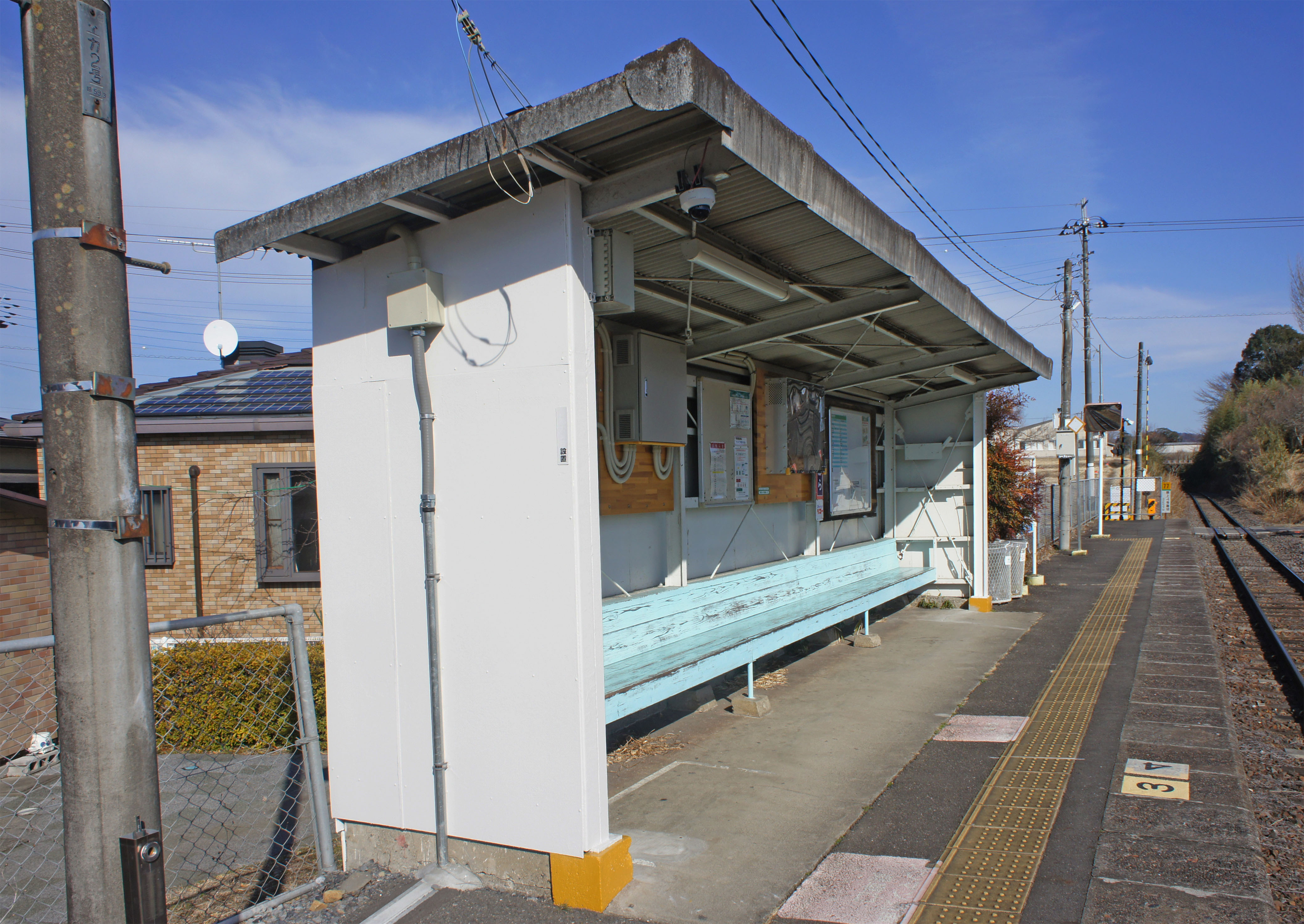
待合室（2022年2月）
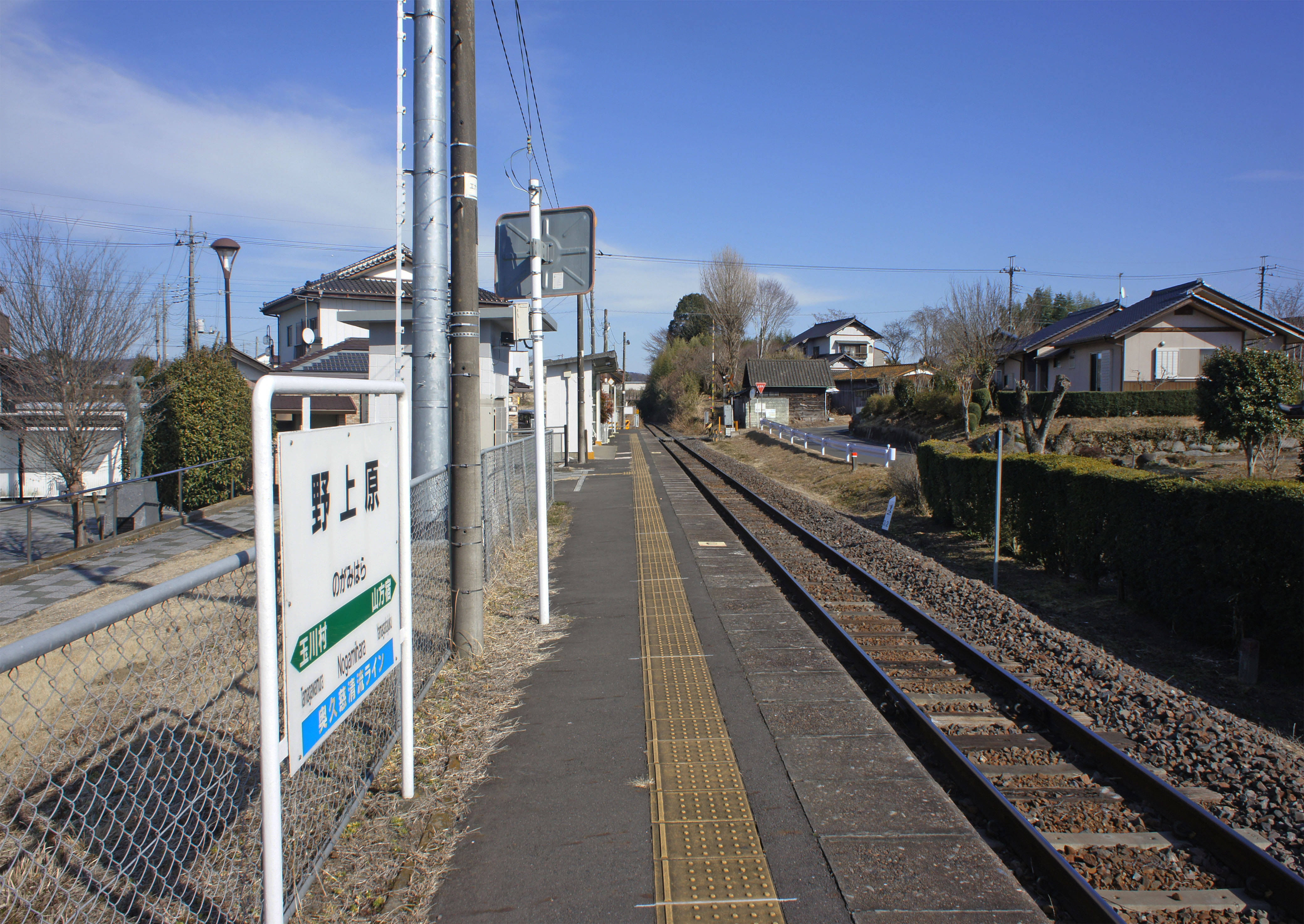
ホーム（2022年2月）

## 駅周辺
駅前にはロータリーがある。
- 常陸大宮市立山方南小学校
- 野上原簡易郵便局
- 国道118号

## 隣の駅
東日本旅客鉄道（JR東日本）
■水郡線
玉川村駅 - 野上原駅 - 山方宿駅